# Olga Vít Krumpholzová
Olga Vít Krumpholzová (* 1981, Praha) je česká operní a koncertní zpěvačka, koloraturní sopranistka.

## Umělecká činnost

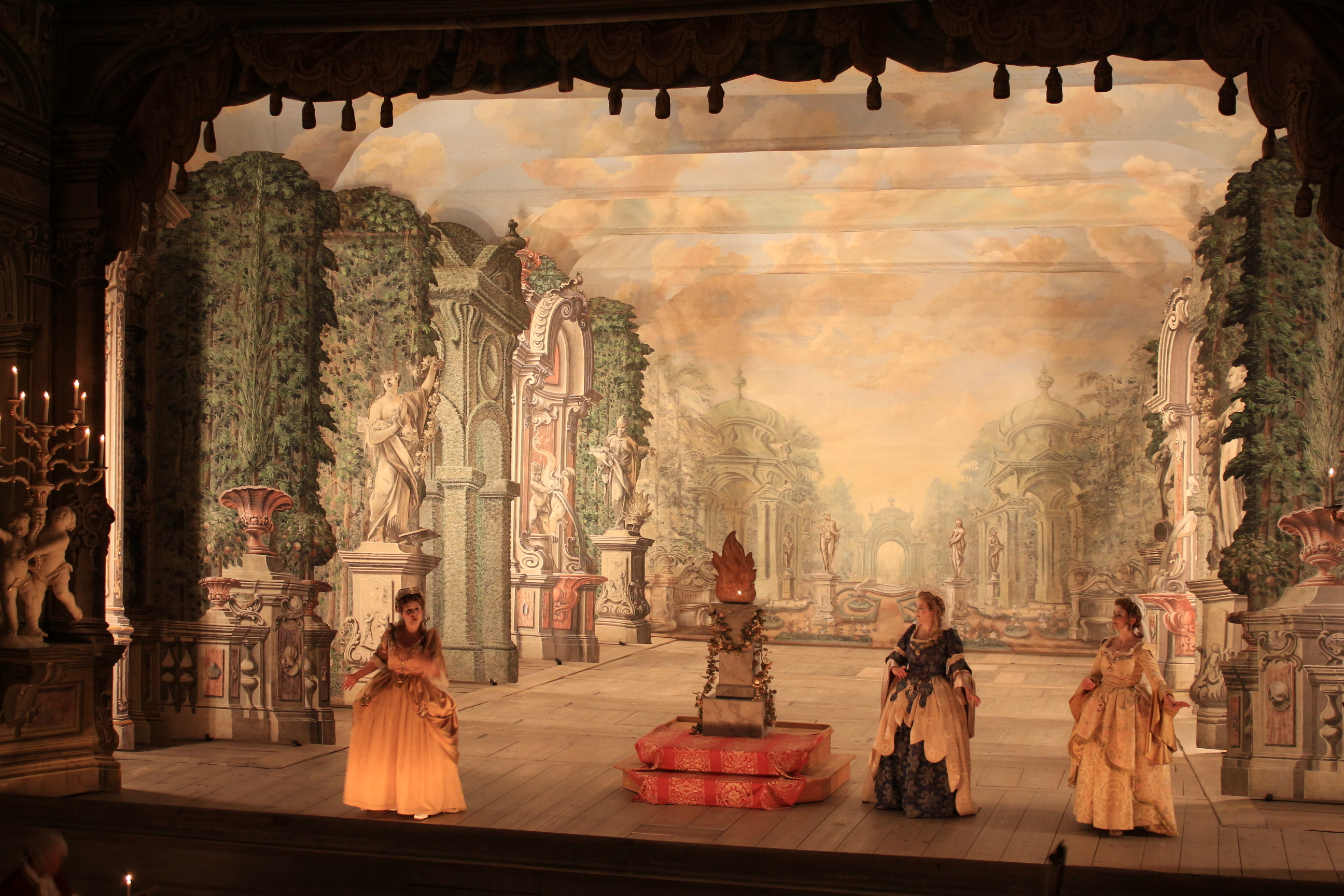
Představení opery Antonia Caldary "Il natale d’Augusto" v barokním zámeckém divadle v Českém Krumlově.

Po studiu na Konzervatoři Jana Deyla v letech 1996–2000, absolvovala v letech 2000–2005 magisterské studium na pražské HAMU v oboru klasický zpěv u prof. Jany Jonášové a Magdalény Hajóssyové.
Ve své praxi se zaměřuje zejména na období barokní opery. Je členkou souboru barokní hudby Hof-Musici. Kromě vystoupení barokní hudby vystupovala se souborem české hudby Chorea Bohemica, či ženským souborem pravoslavné hudby Philokallia ad. V roce 2010 účinkovala ve vokálním ansámblu Bobbyho McFerrina při koncertním turné s názvem VOCAbuLarieS v pražském Kongresovém centru a Ostravě.
Spolupracuje s komorním kytarovým kvartetem Musica Festiva di Praga.
Kromě své pěvecké praxe pracuje jako kurátorka a dokumentátorka Českého muzea hudby v Praze.